# Парацелзус
Теофрастус Филипус Ауреолус Бомбастус фон Хоенајм (Ајнзиделн, 11. новембар 1493 — Салцбург, 24. септембар 1541), познатији као Парацелзус, је био алхемичар, лекар, астролог и бавио се окултизмом. Своје право име је касније у животу у већој мери престао да употребљава, служећи се именом Парацелзус, што у слободном преводу значи „преко, изнад Целзуса“.

## Биографија
Парацелзус је рођен у Швајцарској али је тамо релативно кратко остао. Након краћег периода своје младости који је провео радећи као аналитичар у оближњем руднику, Парацелзус почиње студије медицине у Базелу, убрзо се пребацује у Беч а докторат коначно стиче на Универзитету у Ферари, Италија.
Убрзо након докторирања, Парацелзус напушта Европу, и у Египту, Арабији, Константинопољу и Светој земљи тражи алхемичаре од којих би могао да учи. Парацелзусова алхемијска учења означила су епоху у којој алхемија полако почиње да одумире. Парацелзус је одбацио магијске традиције који су његови претходници практиковали у алхемији, за разлику од њих, он је у потпуности одбио гностичке традиције и практиковање алхемије стриктно везано за окултизам, преферирајући херметичка учења. Ипак, за Парацелзуса, као и за већину универзитетски образованих људи тог времена, астрологија је имала важну улогу и он је ишао толико далеко да преписује и одговарајуће астролошке талисмане за поједине болести.
Своја схватања алхемији резимирао је реченицом: „Многи су говорили о алхемији, да служи прављењу сребра и злата. За мене то није циљ, већ само да размотрим какве врлине и моћ могу да леже у лековима.“
Ипак Парацелзусова пракса медицине увела је и број револуционарних третмана. Пракса је у то време била да се ране каутеризују врелим уљем или да се гангренозни удови ампутирају. Парацелзус је ипак открио да уколико се рана редовно дренира и држи чистом, шанса да се сама залечи је далеко већа него код тада стандардне процедуре. Овакав третман донео му је славу у круговима западне медицине. Такође, он је први увео употребу разних хемикалија и минерала у лечењу, први давши име цинку. Веровао је ипак, да је здравље могуће остварити само кроз хармонију човека, микрокосмоса и макрокосмоса.
Једно време био је професор Универзитета у Базелу али многи извори говоре да је имао велика неслагања са колегама, док су чак постојале и гласине да је спаљивао традиционалне уџбенике које је држао погрешним. Базел је морао да напусти због извесне тужбе. Крај живота провео је у данашњој Аустрији, где је преминуо и сахрањен у Салцбургу. Након његове смрти јавља се покрет Парацелзусијанизам, захваљујући коме је остао запамћен у историји медицине.

### Хомункулус
"Хомункулус (латински израз за мали човек) је израз који се углавном користи када се описује "мали човек". Идеја алхемичара из 16. века да се узгоји властити човечуљак у стакленој посуди."
Постоји неколико упутстава која су детаљно објашњавала како да направите властитог малог човека, а вероватно је најпознатије упутство Парацелзуса.

#### Парацелзусов рецепт за Хомункулуса
“Нека семе мушкарца труне само од себе у затвореној стакленој посуди заједно са најтрулијим коњским изметом четрдесет дана, односно док не почне напокон живети, кретати се и док не постане нервозан, што се лако може видети. Након тога, свакодневно га храни и храни опрезно и промишљено људском крви … оно постаје, право мало живо дијете, као и дијете које роди жена, али много мање.”
Парацелзусова идеја да људски живот може бити створен вештачки кроз строго поштовање магије и ритуала није ништа ново. Грчки мит о Пигмалиону или јеврејска легенда о Голему само су два значајна примера која су хиљадама година голицала машту алхемичара.
Чак до краја до 18. века веровало се да деца добију све битне значаје од оца. Сматрало се да су мајке само ‘сирови материјал’ и да оне не доприносе ништа више од саме матернице.

## Доприноси токсикологији
Парацелзус се често спомиње као отац токсикологије. У том смислу посебно је значајна његова реченица:
Све ствари су отровне и ништа није без отрова; само је доза оно што чини да нека ствар није отров.
нем. 
Ово остаје основни принцип токсикологије. Количина супстанце је изузетно важна приликом њене примене. Мале количине могу да имају позитиван жељени ефекат, док при већим могу да буду смртоносне.
На сличну тему написао је и рад о болестима и ризицима везаним за рад у рудницима.

## Радови
Paracelsus на пројекту Lua грешка in package.lua at line 80: module 'Module:ISO 639 name/ISO 639-3 (dep)' not found. Викизворник.
Објављено током његовог живота
- Vom Holtz Guaico (on guaiacum), 1529.
- Practica, gemacht auff Europen 1529.
- Von der Frantzösischen kranckheit Drey Bücher (on syphilis), 1530.
- Von den wunderbarlichen zeychen, so in vier jaren einander nach im Hymmelgewelcke und Luft ersehen 1534
- Von der Bergsucht oder Bergkranckheiten (on miners' diseases), 1534.
- Vonn dem Bad Pfeffers in Oberschwytz gelegen (Pfäfers baths), 1535.
- Praktica Teutsch auff das 1535 Jar  1535
- Die große Wundarzney ("Great Book of Surgery"), Ulm 1536 (Hans Varnier); Augsburg 1536 (Haynrich Stayner (=Steyner)), Frankfurt 1536 (Georg Raben/ Weygand Hanen).
- Prognosticatio Ad Vigesimum Quartum annum duratura  1536

Постхумне публикације
- Wundt unnd Leibartznei. Frankfurt: Christian Egenolff, 1549 (reprinted 1555, 1561).
- Das Buch Paramirum, Mulhouse: Peter Schmid, 1562.
- Aureoli Theophrasti Paracelsi schreiben Von Tartarjschen kranckheiten, nach dem alten nammen, Vom grieß sand vnnd [unnd] stein, Basel, c. 1563.
- Das Buch Paragranvm Avreoli Theophrasti Paracelsi : Darinnen die vier Columnae, als da ist, Philosophia, Astronomia, Alchimia, vnnd Virtus, auff welche Theophrasti Medicin fundirt ist, tractirt werden, Frankfurt, 1565.
- Opvs Chyrvrgicvm, Frankfurt, 1565.
- Ex Libro de Nymphis, Sylvanis, Pygmaeis, Salamandris, et Gigantibus etc. Nissae Silesiorum, Excudebat Ioannes Cruciger (1566)
- Von den Krankheiten so die Vernunfft Berauben. Basel, 1567.
- Philosophia magna, tractus aliquot, Cöln, 1567.
- Philosophiae et Medicinae utriusque compendium, Basel, 1568.
- Neun Bücher Archidoxis. Translated into Latin by Adam Schröter. Kraków: Maciej Wirzbięta, 1569.
- Zwölff Bücher, darin alle gehaimnüß der natur eröffnet, 1570
- Astronomia magna: oder Die gantze Philosophia sagax der grossen und kleinen Welt , Frankfurt, 1571.
- De natura rerum libri septem : Opuscula verè aurea ; Ex Germanica lingua in Latinam translata per M. Georgium Forbergium Mysium philosophiae ac medicinae studiosum, 1573.
- Paracelsus (1576). De Peste.. Strasbourg: Michael Toxites, Bey Niclauss Wyriot, 1574.
- Volumen Paramirum, Strasbourg: Christian Mülller, 1575.
- Metamorphosis Theophrasti Paracelsi : Dessen werck seinen meister loben wirt, Basel, 1574.
- Von der Wundartzney: Ph. Theophrasti von Hohenheim, beyder Artzney Doctoris, 4 Bücher. Basel: Peter PernaAurora thesaurusque philosophorum, 1577.
- Kleine Wundartzney. Basel: Peter Perna, 1579.
- Opus Chirurgicum, Bodenstein, Basel, 1581.
- Huser quart edition (medicinal and philosophical treatises), ten volmes, Basel, 1589–1591; Huser's edition of Paracelsus' surgical works was published posthumously in Strasbourg, 1605.
  - vol. 1, In diesem Theil werden begriffen die Bücher, welche von Ursprung und herkommen, aller Kranckheiten handeln in Genere. Basel. 1589 [VD16 P 365] urn:nbn:de:bvb:12-bsb00022502-1
  - vol. 2,  Dieser Theil begreifft fürnemlich die Schrifften, inn denen die Fundamenta angezeigt werde[n], auff welchen die Kunst der rechten Artzney stehe, und auß was Büchern dieselbe gelehrnet werde, Basel. 1589 [VD16 P 367] urn:nbn:de:bvb:12-bsb00022503-6
  - vol. 3,  Inn diesem Theil werden begriffen deren Bücher ettliche, welche von Ursprung, Ursach und Heylung der Kranckheiten handeln in Specie. Basel, 1589 [VD16 P 369] urn:nbn:de:bvb:12-bsb00022504-2
  - vol. 4,  In diesem Theil werden gleichfals, wie im Dritten, solche Bücher begriffen, welche von Ursprung, Ursach unnd Heilung der Kranckheiten in Specie handlen. Basel, 1589 [VD16 P 371] urn:nbn:de:bvb:12-bsb00022505-7
  - vol. 5, Bücher de Medicina Physica  Basel, 1589 urn:nbn:de:bvb:12-bsb10164682-7
  - vol. 6,  In diesem Tomo seind begriffen solche Bücher, in welchen deß mehrer theils von Spagyrischer Bereitung Natürlicher dingen, die Artzney betreffend, gehandelt wirt. Item, ettliche Alchimistische Büchlin, so allein von der Transmutation der Metallen tractiren. Basel, 1590 [VD16 P 375] urn:nbn:de:bvb:12-bsb00022506-2
  - vol. 7,  In diesem Theil sind verfasset die Bücher, in welchen fürnemlich die Kräfft, Tugenden und Eigenschafften Natürlicher dingen, auch derselben Bereitdungen, betreffent die Artzney, beschriben, werden. Basel, 1590 [VD16 P 376] urn:nbn:de:bvb:12-bsb00022507-8
  - vol. 8,  In diesem Tomo (welcher der Erste unter den Philosophischen) werden solche Bücher begriffen, darinnen fürnemlich die Philosophia de Generationibus & Fructibus quatuor Elementorum beschrieben wirdt. Basel, 1590 [VD16 P 377] urn:nbn:de:bvb:12-bsb00022508-3
  - vol. 9,  Diser Tomus (welcher der Ander unter den Philosophischen) begreifft solcher Bücher, darinnen allerley Natürlicher und Ubernatürlicher Heymligkeiten Ursprung, Ursach, Wesen und Eigenschafft, gründtlich und warhafftig beschriben werden. Basel, 1591 [VD16 P 380] urn:nbn:de:bvb:12-bsb00022509-3
  - vol. 10,  Dieser Theil (welcher der Dritte unter den Philosophischen Schrifften) begreifft fürnemlich das treffliche Werck Theophrasti, Philosophia Sagax, oder Astronomia Magna genannt: Sampt ettlichen andern Opusculis, und einem Appendice. Basel, 1591 [VD16 P 381] urn:nbn:de:bvb:12-bsb00022510-5, Frankfurt 1603
  - Klage Theophrasti Paracelsi, uber seine eigene Discipel, unnd leichtfertige Ertzte, Darbeneben auch unterricht, wie er wil, daß ein rechter Artzt soll geschickt seyn, und seine Chur verrichten, und die Patienten versorgen, etc. ; Auß seinen Büchern auff das kürtzste zusammen gezogen, Wider die Thumkünen selbwachsende, Rhumrhätige, apostatische Ertzte, und leichtfertige Alchymistische Landtstreicher, die sich Paracelsisten nennen ; … jetzo zum ersten also zusammen bracht, und in Truck geben. 1594 [VD16 P 383] urn:nbn:de:bvb:12-bsb00015650-2
- Kleine Wund-Artzney. Straßburg (Ledertz), Benedictus Figulus. 1608.
- Opera omnia medico-chemico-chirurgica, Genevae, Vol. 3, 1658.
- Prognosticon Theophrasti Paracelsi, vol. 4 of VI Prognostica Von Verenderung vnd zufaelligem Glueck vnd Vnglueck der ... Potentaten im Roemischen Reich, Auch des Tuercken vnd Pabst  ed. Henricus Neotechnus, 1620.

Модерна издања
- Paracelsus: Sämtliche Werke: nach der 10 Bändigen Huserschen Gesamtausgabe (1589–1591) zum erstenmal in neuzeitliches deutsch übersetzt, mit Einleitung, Biographie, Literaturangaben und erklärenden Anmerkungen. Edited by Bernhard Aschner. 4 volumes. Jena : G. Fisher, 1926–1932.
- Paracelsus: Sämtliche Werke. Edited by Karl Sudhoff, Wilhelm Matthiessen, and Kurt Goldammer. Part I (Medical, scientific, and philosophical writings), 14 volumes (Munich and Berlin, 1922–1933). Part II (Theological and religious writings), 7 volumes (Munich and Wiesbaden, 1923–1986).
- Register zu Sudhoffs Paracelsus-Ausgabe. Allgemeines und Spezialregister: Personen, Orte, Pflanzen, Rezepte, Verweise auf eigene Werke. 2018. ISBN 978-90-821760-1-8.. Bußler, E.
- Theophrastus Paracelsus: Werke. Edited by Will-Erich Peuckert, 5 vols. Basel and Stuttgart: Schwabe Verlag, 1965–1968.

### Селекција превода на енглески језик
- The Hermetic And Alchemical Writings Of Paracelsus, Two Volumes, translated by Arthur Edward Waite, London, 1894. (in Google books), see also a revised 2002 edition (preview only) Partial contents: Coelum Philosophorum; The Book Concerning The Tincture Of The Philosophers; The Treasure of Treasures for Alchemists; The Aurora of the Philosophers; Alchemical Catechism.
- Paracelsus: Essential Readings. Berkeley, CA: North Atlantic Books. 1999.. Selected and translated by Nicholas Goodrick-Clarke. .
- Paracelsus: His Life and Doctrines. Franz Hartmann, New York: Theosophical Publishing Co., 1918
- Paracelsus (Theophrastus Bombastus von Hohenheim, 1494–1541). Essential Theoretical Writings. Leiden/Boston: Brill. 2008. ISBN 978-90-04-15756-9.. Edited and translated with a Commentary and Introduction by Andrew Weeks. .
- Paracelsus: Selected Writings ed. with an introduction by Jolande Jacobi, trans. Norbert Guterman, New York: Pantheon, 1951 reprinted Princeton 1988